# Galileo (Vorname)
Galileo ist ein männlicher Vorname (italienisch für „Galiläer, der aus Galiläa Stammende“ von griechisch γαλιλαίος (galilaíos)), prägend bekannt als Vorname des italienischen Universalgelehrten Galileo Galilei. In alten Schriften erscheint Galiläer (altgriech. Galilaíos, lat. Galilaeus oder ital. Galileo) auch als Synonym für Christen im Allgemeinen, mitunter auch als Beiname für Jesus Christus selbst.
Namensträger
- Galileo Beghi (1874–1944), italienischer Politiker
- Galileo Bonaiuti (ca. 1370–1450), italienischer Mediziner
- Galileo Chini (1873–1956), italienischer Designer
- Galileo Emendabili (1898–1974), italienischer Bildhauer
- Galileo Ferraris (1847–1897), italienischer Ingenieur und Physiker
- Galileo Galilei (1564–1642), italienischer Universalgelehrter